# Carmen Aranegui
Carmen Aranegui Gascó (Valencia, 1945) es una arqueóloga y catedrática de Universidad española.

## Biografía
Nacida en Valencia en 1945, Aranegui, que comenzó a impartir clases de arqueología en la universidad ya en 1970, se doctoró en 1972 en la Universidad de Valencia, de donde es catedrática de Arqueología desde 1986. En la actualidad es catedrática emérita. Es autora de obras como Sagunto. Oppidum, emporio y municipio romano (2004) o Los iberos ayer y hoy. Arqueologías y culturas (2012) y editora científica de las memorias arqueológicas de las excavaciones del Grau Vell, de Sagunto y de Lixus, entre otras obras. Excavó desde 1974 el puerto de Sagunto, dirigiendo también el estudio arqueológico del proyecto de restauración y rehabilitación del teatro romano de dicha ciudad y su entorno, y entre 1995 y 2009 efectuó excavaciones en el yacimiento arqueológico de Lixus, próximo a Larache (Marruecos). También ha realizado excavaciones en Oliva, Ifac, La Serreta, Segaria y Cabezo Lucero.

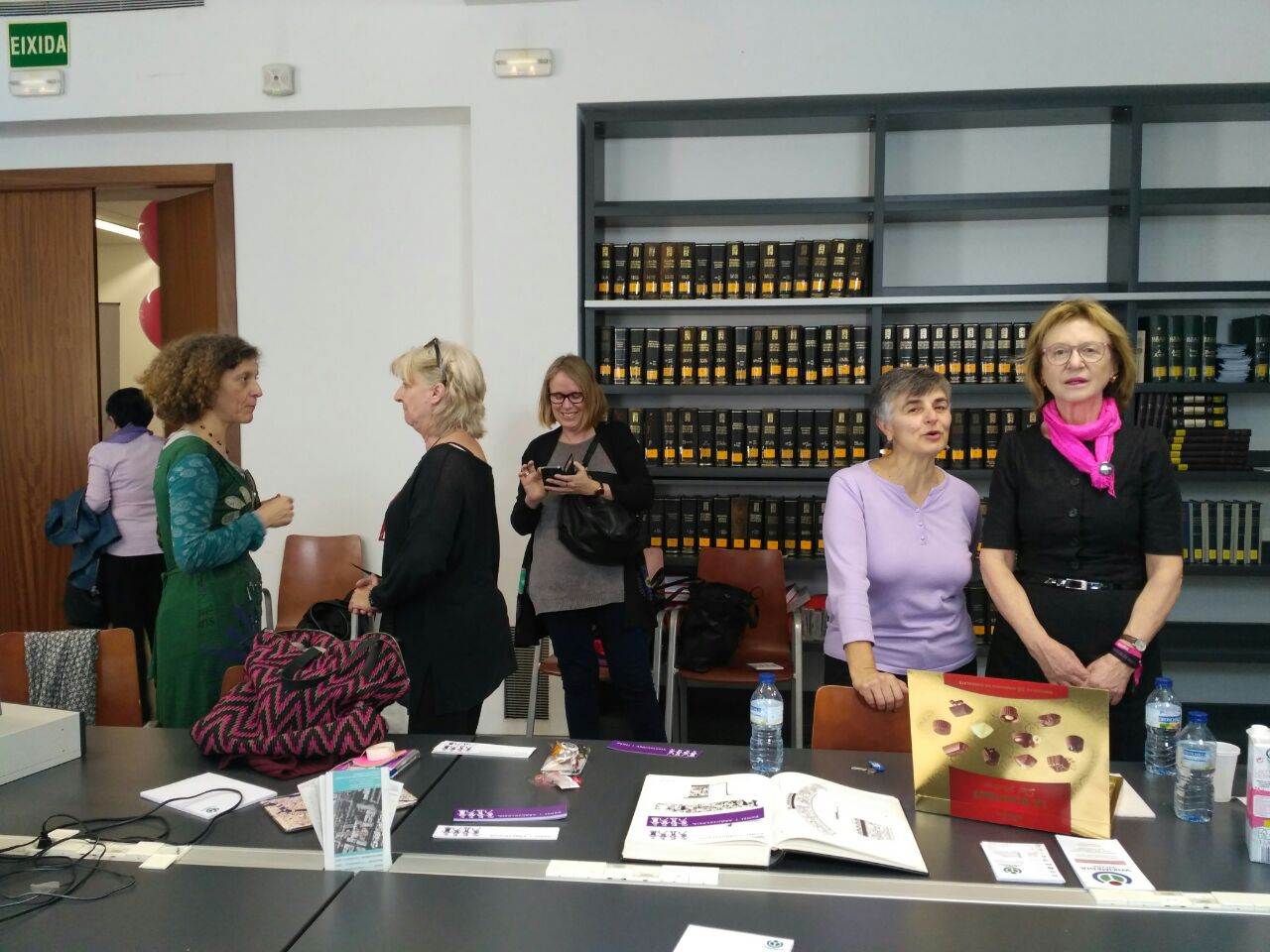
Carmen Aranegui en el Editatón del 8 de marzo de 2017 en la Biblioteca de Humanidades Joan Reglá de Valencia

## Biografía profesional
Es catedrática de arqueología de la Universidad de Valencia. Se doctoró en 1972 en esta misma universidad bajo la dirección del profesor Miquel Tarradell. Se especializó en el estudio de las cerámicas ibéricas. Después amplió estudios en Aix-en-Provence, Roma y París. 
Sus primeras direcciones de excavaciones arqueológicas le llevaron a documentar el puerto antiguo de Arse-Saguntum, objeto de diversas publicaciones y propuestas de conservación por su parte. 
Más tarde su atención se dirigió hacia el foro romano de esta misma ciudad, descubriendo una fase de época romano-republicana, inmediatamente posterior a la segunda guerra púnica (218-202 a. C.), por debajo de una fase medio-augustea, exponente de la municipalidad romana de la ciudad. Es entonces cuando se reconoció el templo central, sobre el edificio republicano, con la curia al este y la basílica jurídica al oeste, todo ello alrededor de una plaza pública pavimentada con losas en las que consta la donación de Cneo Baebio Gemino, natural de Sagunto y benefactor de la ciudad. La plaza cierra en su flanco sur con una imponente cisterna romana. Este conjunto monumental, apenas restaurado, se cuenta entre los más completos de la provincia romana de la Tarraconense. Es ejemplo de un programa urbanístico organizado en terrazas de altura decreciente, comprendidas entre el Castillo de Sagunto y el río Palancia.
Paralelamente, Aranegui descubrió la importancia de la elaboración y comercio del vino en el área romano-valenciana y, en particular, en Saguntum, identificando las ánforas de transporte empleadas y las marcas estampilladas que las caracterizan.
Otra vertiente de sus estudios está centrada en la cultura ibérica, especialidad que mostró al gran público como comisaria por parte de España de la exposición internacional Los Iberos celebrada en el Grand-Palais (París 1997-1998), en el Kunst und Ausstellungshalle der Bundesrepublik Deutschland (Bonn, mayo-agosto de 1998) y en la Fundación La Caixa (Barcelona, octubre-diciembre de 1998), acompañada por la edición del correspondiente catálogo.
A partir de 1995 ha iniciado una etapa de estudio de la civilización fenicia, púnica y mauritana, mediante la excavación del yacimiento de Lixus (Larache, Marruecos), en colaboración con el Institut national des sciences de l'archéologie et du patrimoine, con sede en Rabat. Los resultados más notables de esta investigación residen en la datación del yacimiento en fechas paralelas a las que se registran en la vertiente septentrional del Estrecho de Gibraltar y en el descubrimiento de una arquitectura con edificios, tanto de carácter público como privado, que revelan la importancia y la especificidad de la antigua ciudad, en la que continúan excavaciones y estudios. Una de las aportaciones más señaladas al papel que jugó Lixus en la Antigüedad reside en la identificación de un santuario y del primer palacio documentado en Marruecos de la época de Juba II, rey de Mauritania entre el 25 a. C. y el 23 d. C.
Desde 2010 sus intereses como investigadora se centran en el análisis de procesos de contacto cultural, ritualidad e iconografía.

## Reconocimientos
En 2019 fue galardonada con el Premio Lluís Guarner que otorga la Generalidad Valenciana por «sus méritos profesionales en el ámbito de la arqueología y por su trayectoria en la investigación histórica».